# Штајнен (Баден)
Штајнен (њем. Steinen) општина је у њемачкој савезној држави Баден-Виртемберг. Једно је од 35 општинских средишта округа Лерах. Према процјени из 2010. у општини је живјело 10.191 становника. Посједује регионалну шифру (AGS) 8336084.

## Географски и демографски подаци
Штајнен се налази у савезној држави Баден-Виртемберг у округу Лерах. Општина се налази на надморској висини од 338 метара. Површина општине износи 46,9 km². У самом мјесту је, према процјени из 2010. године, живјело 10.191 становника. Просјечна густина становништва износи 217 становника/km².